# Jardin de Kiyosumi
Le jardin de Kiyosumi (清澄庭園, Kiyosumi Teien) est un jardin japonais de déambulation traditionnel, situé dans le quartier Fukagawa de l’arrondissement de Kōtō-ku à Tokyo. Il est aménagé durant l'ère Meiji de 1878 à 1885 selon les principes classiques, par le financier du transport et industriel, Iwasaki Yatarō. Par de subtils détails de construction du chemin et de placement, le visiteur est entraîné dans une promenade autour du lac. Des rochers usés par l'eau sont apportés de tout le Japon pour donner son caractère au jardin et servent à construire des collines et des cascades sèches. Deux séquences d'entre eux forment des tremplins (iso-watari) à travers de petites criques du lac qui remplit presque complètement le jardin, permettant de passer le long de nombreuses stations pittoresques autour de son périmètre. En fait, seule une étroite bande de plantations périphériques protège le jardin des bâtiments le long de Kiyosumi Dori. Il y a trois grandes îles et un salon de thé sur l'étang. Le jardin couvre une superficie d'environ 81 000 m2.

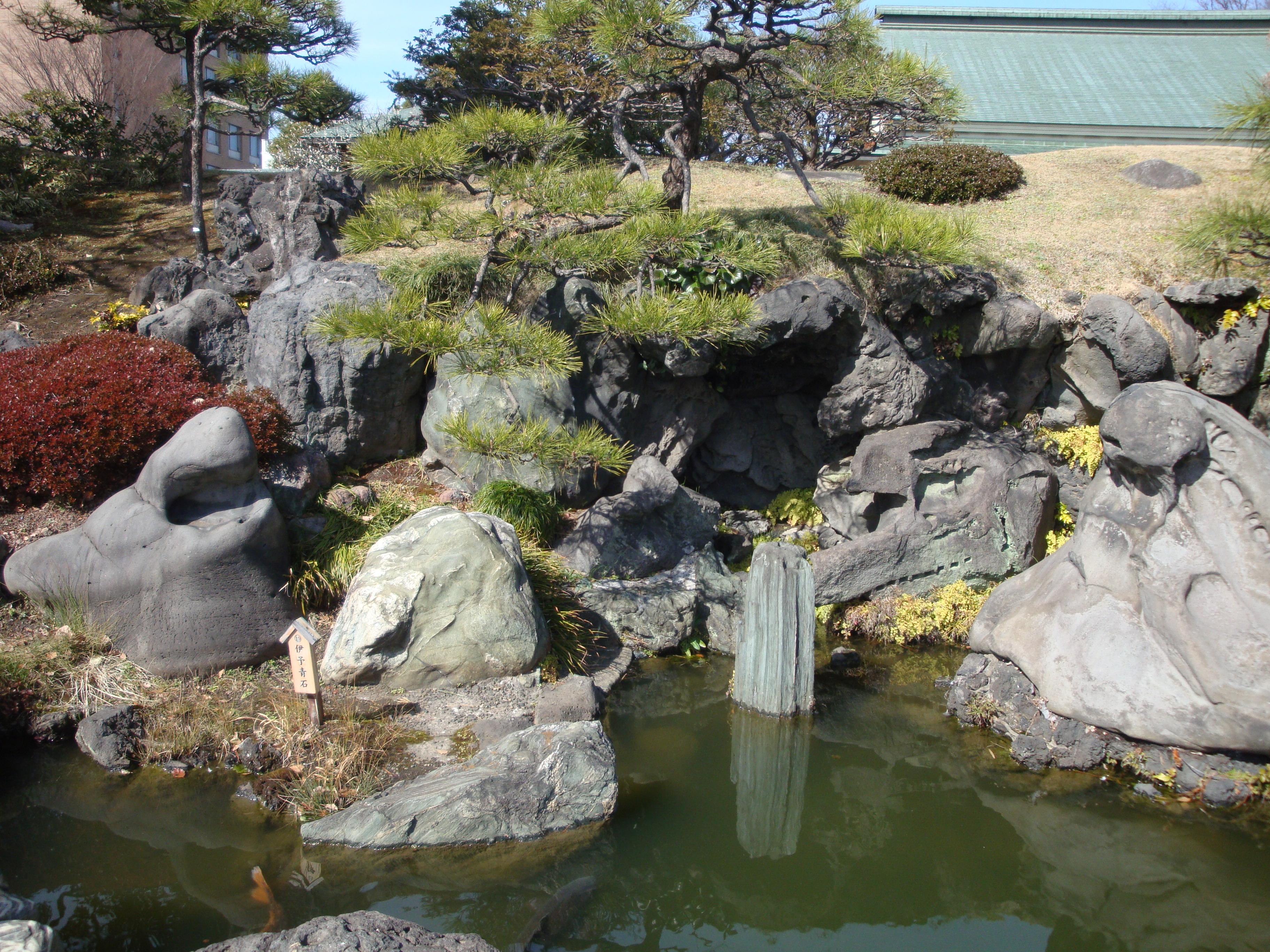
Rochers

## Histoire
Selon une théorie, le jardin fait partie de la résidence du célèbre Kinokuniya Bunzaemon, richissime marchand de l'époque d'Edo. Au cours de l'ère Kyōhō (1716-1736), le site devient l'emplacement de la résidence à Edo du seigneur féodal Kuze Yamatonokami de Sekiyamo qui y construit son manoir en 1721, époque où est conçue la forme initiale du jardin.
Durant l'ère Meiji, Iwasaki Yatarō, fondateur du groupe industriel Mitsubishi, fait l'acquisition du terrain. En 1878, il ordonne la reconstruction du jardin pour le plaisir de ses employés et la distraction des invités de marque. Des collines et des chutes d'eau sont érigées et 55 énormes rochers sont apportés en provenance de tout le Japon. En 1880, le jardin est inauguré. Des années plus tard, les eaux de la Sumida-gawa sont introduites dans le domaine pour agrandir l'étang.
Le jardin fournit un refuge pour de nombreux habitants qui fuient les incendies générés par le séisme de 1923 de Kantō. En 1932, le groupe Mitsubishi offre le jardin à la ville de Tokyo et après quelques travaux de remise en état, il est ouvert au public en 1932. Le 31 mars 1979, le jardin est désigné « site de beauté pittoresque » de Tokyo Metropolitain.

## Caractéristiques

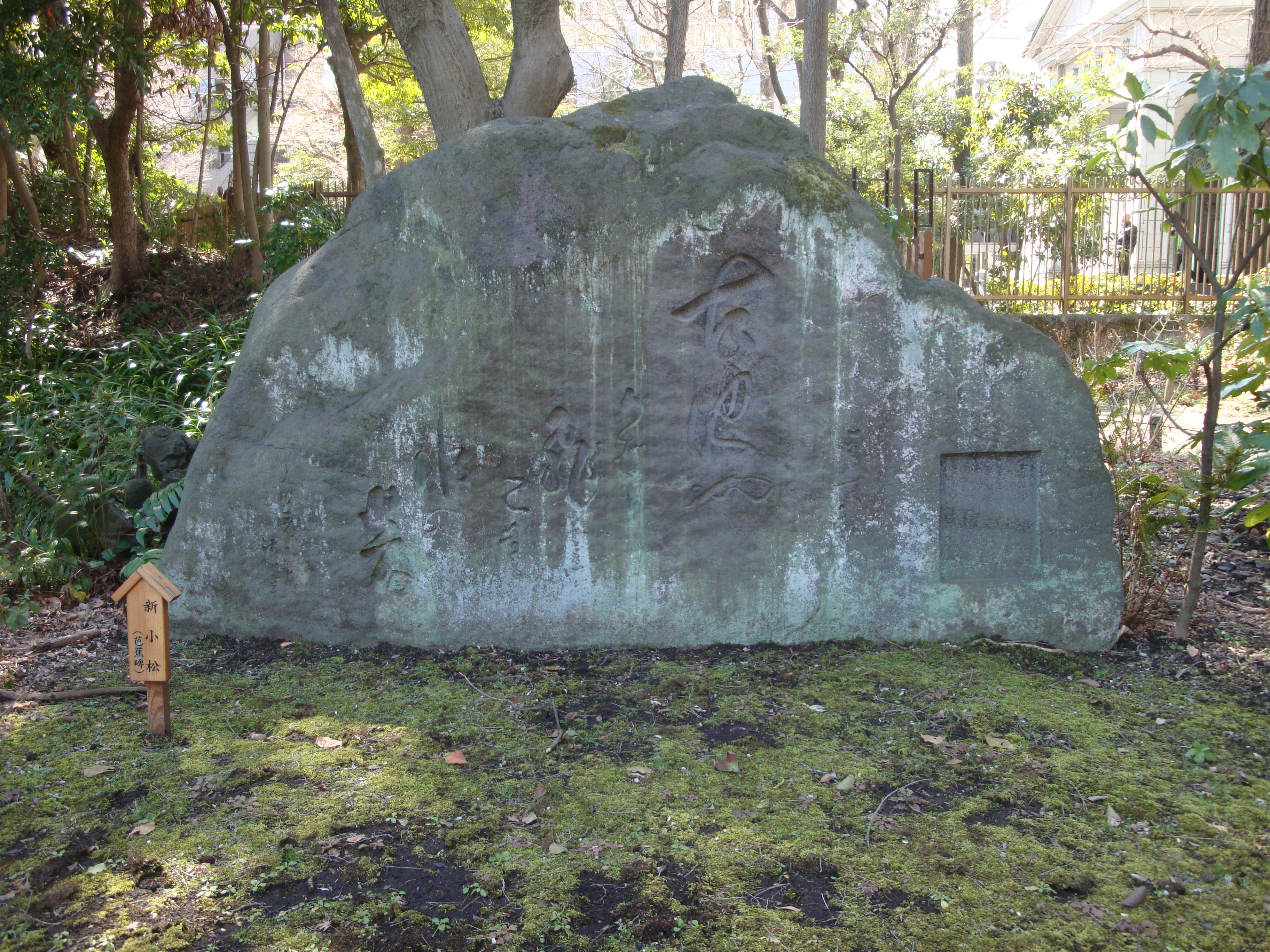
Le poème haiku de Matsuo Bashō

## Galerie d'images
|  |  |  |  |  |